# آلکس روکو
آلکس روکو (انگلیسی: Alex Rocco؛ زادهٔ ۲۹ فوریه ۱۹۳۶ - درگذشته ۱۸ ژوئیه ۲۰۱۵) یک هنرپیشه اهل ایالات متحده آمریکا بود. وی از سال ۱۹۶۵ تا ۲۰۱۵ مشغول فعالیت بود.

## زندگی
وی با نام تولد الکساندر فدریکو پتریکون (انگلیسی: Alexander Federico Petricone) در ۲۹ فوریه ۱۹۳۶ در کمبریج، ماساچوست زاده شد. در نوجوانی در رابطه با پرونده قتلی دستگیر شد اما تبرئه شد. سپس به کالیفرنیا نقل مکان نمود و در میخانه‌ای مشغول به کار شد.
کمی پس از مهاجرت به لس‌آنجلس آموختن بازیگری را آغاز کرد و به توصیه لئونارد نیموی، که او هم از ماساچوست آمده بود، سعی نمود که با لهجه بوستونی صحبت نکند. نخستین فیلم او روانی موتور نام داشت که در سال ۱۹۶۵ ساخته شد.
روکو در سال ۱۹۷۲ در فیلم پدرخوانده نقش آفرینی کرد. وی در این فیلم نقش «مو گرین»، مالک قمارخانه‌ای را بازی کرد که پس از به قدرت رسیدن مایکل کورلئونه (با بازی آل پاچینو) حاضر به همکاری با او نمی‌شود و نهایتاً به ضرب گلوله‌ای که به چشم او شلیک می‌شود، به قتل میرسد. «نمی‌دونی من کی‌ام؟ من مو گرینم.» از جملات معروف آلکس روکو در این فیلم بود.
روکو در تعدادی از سریال‌های تلویزیونی هم بازی کرد از جمله «تدی زی» که برایش یک جایزه امی گرفت و این اواخر در سریال اپیزودها نقش پدر مت لوبلانک را بازی کرد.
در همون‌ موقع که به‌ لس آنجلس مهاجرت کرد، به آیین بهایی ایمان‌ آورد و وقتی که‌‌ جایزه امی رو‌ دریافت کرد به حضرت بهاالله ، پیامبر آیین بهایی همچنان سپاسگذاری کرد. ‌

## درگذشت
وی روز شنبه ۱۸ ژوئیه ۲۰۱۵ در سن ۷۹ سالگی بر اثر بیماری سرطان و کهولت سن در استودیو سیتی، لس‌آنجلس درگذشت. خبر درگذشت وی را جنیفر دخترش در فیسبوک اعلام نمود.

## فیلم‌شناسی
- روانی موتور (۱۹۶۵)
- پدرخوانده (۱۹۷۲)
- صداها (۱۹۷۹)
- بازگشت به وحشت بالا (۱۹۸۷)
- رؤیای یک رؤیای کوچک (۱۹۸۹)
- کوتوله را بگیرید (۱۹۹۵)
- خداحافظ عاشق (۱۹۹۸)
- دادلی دو-رایت (۱۹۹۹)
- طراح مراسم ازدواج (۲۰۰۱)
- شغل (۲۰۰۳)
- مرا گناهکار بدان (۲۰۰۶)
- آس‌های دودی (۲۰۰۷)